# キャロル・チャニング
キャロル・チャニング（Carol Channing, 1921年1月31日 - 2019年1月15日）は、アメリカ合衆国の女優。
90歳代まで半世紀以上にわたり現役であり続けた。2019年1月15日、カリフォルニア州ランチョミラージュの自宅で老衰のため息を引き取った。

## 主な出演作品

### ブロードウェイ・ミュージカル
- 紳士は金髪がお好き Gentlemen Prefer Blondes （1949年初演版・1951年版）
- ハロー・ドーリー! Hello, Dolly! （1964年初演版・1977年版・1981年版・1994年版）

### 映画
- 不倫の報酬 Paid in Full （1950年） ※日本劇場未公開
- 最初の女セールスマン The First Traveling Saleslady （1956年） ※日本劇場未公開
- モダン・ミリー Thoroughly Modern Millie （1966年）
- 不思議の国のアリス Alice in Wonderland （1985年） ※テレビ映画
- おやゆび姫 サンベリーナ Thumbelina （1993年） ※声の出演

### テレビ番組
- マペット・ショー The Muppet Show （1980年）
- 私立探偵マグナム Magnum, P.I. （1983年）
- セサミストリート Sesame Street （1983年）
- ファミリー・ガイ Family Guy （2006年） ※声の出演

## 受賞歴
| 年     | 賞                     | 部門                   | 作品                                                | 結果       |
| ------ | ---------------------- | ---------------------- | --------------------------------------------------- | ---------- |
| 1956年 | トニー賞               | ミュージカル主演女優賞 | 『The Vamp』                                        | ノミネート |
| 1961年 | トニー賞               | ミュージカル主演女優賞 | 『Show Girl』                                       | ノミネート |
| 1964年 | トニー賞               | ミュージカル主演女優賞 | 『ハロー・ドーリー!』                               | 受賞       |
| 1968年 | アカデミー賞           | 助演女優賞             | 『モダン・ミリー』                                  | ノミネート |
| 1968年 | ゴールデン・グローブ賞 | 助演女優賞             | 『モダン・ミリー』                                  | 受賞       |
| 1968年 | トニー賞               | 特別賞                 | -                                                   | 受賞       |
| 1974年 | トニー賞               | ミュージカル主演女優賞 | 『Lorelei』                                         | ノミネート |
| 1994年 | ゴールデンラズベリー賞 | 最低主題歌賞           | ”Marry the Mole!”（『おやゆび姫 サンベリーナ』）    | 受賞       |
| 1995年 | トニー賞               | 生涯功労賞             | -                                                   | 受賞       |
| 2002年 | グラミー賞             | 殿堂賞                 | 『ハロー・ドーリー!』オリジナル・キャスト・アルバム | 受賞       |